# Wartburg 353
O Wartburg 353, conhecido em alguns mercados de exportação como Wartburg Knight, é um automóvel produzido pela fabricante de automóveis da Alemanha Oriental AWE para sua marca Wartburg. Foi o sucessor do Wartburg 311 e foi sucedido pelo Wartburg 1.3.
O Wartburg 353 foi produzido de 1966 a 1988, tornando-se o Wartburg com a maior produção. Durante sua vida útil, ele ganhou várias mudanças e melhorias, a mais reconhecível das quais veio em 1985 com uma reestilização frontal (como mostrado aqui), um layout ligeiramente diferente ao redor do bloco do motor e um novo carburador.

## Design
Introduzido pela primeira vez em junho de 1966, o Wartburg 353 foi a criação das antigas instalações de produção alemãs da BMW (chamadas EMW sob ocupação soviética). Suas origens foram derivadas de um design DKW de 1938 e movido por um motor de dois tempos com apenas sete peças móveis principais: três pistões, três bielas e um virabrequim. Isso levou a um aforismo comum entre os proprietários do Wartburg, que é que "alguém dirige um carro, mas só precisa fazer a manutenção de uma motocicleta".
Domesticamente, era usado para todo o transporte governamental, às vezes como uma viatura de polícia da Volkspolizei. No entanto, devido à natureza da economia planejada, as entregas a proprietários privados podiam levar de dez a quinze anos.
Como outros carros da Europa Oriental, ele era conhecido por seu baixo preço nos mercados de exportação. Por causa de seu centro de gravidade avançado e tração dianteira, o carro tinha o típico manuseio de estrada de tração dianteira, geralmente exibindo subviragem significativa, especialmente em condições molhadas.
Os Wartburg foram exportados para a maioria dos mercados europeus e para a África do Sul.

## Motor e transmissão

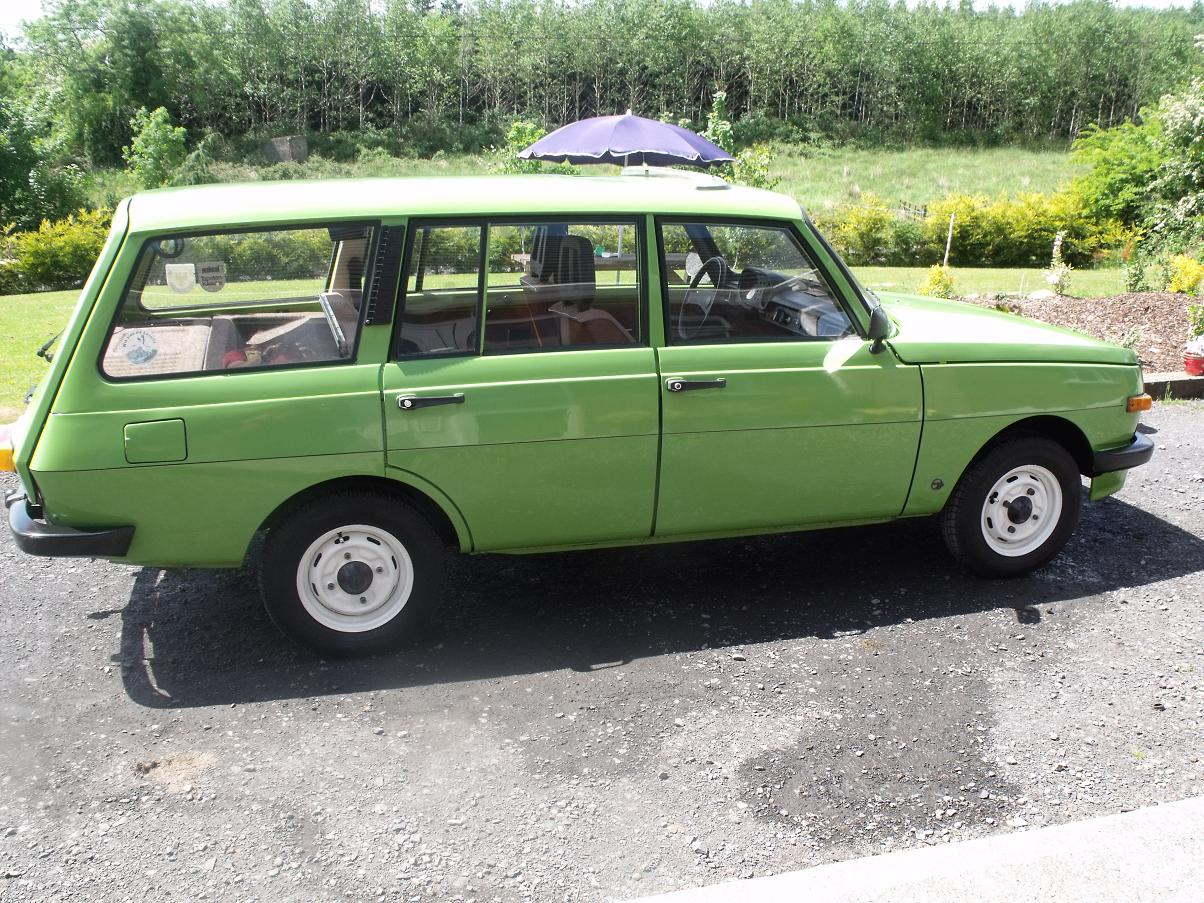
Wartburg 353 Tourist 1984–1988 na Irlanda

O Wartburg 353 era movido por uma unidade de 1 litro de deslocamento e 3 cilindros que levou quase duas décadas para ser refinada. Enquanto desenvolvia cerca de 50 a 55 cv (dependendo do tipo de carburador), seu projeto de motor de dois tempos fornecia mais de 100 N⋅m de torque (106 N⋅m na última versão), que era um número típico para muitos motores maiores de quatro tempos naquela época. A transmissão era equipada com uma roda livre, evitando a necessidade de usar a embreagem entre as marchas. Projetado como uma medida de eficiência de combustível e como um meio de proteger o motor da falta de óleo devido à natureza dos 2 tempos, o dispositivo desabilitava o freio motor; o carro podia deslizar sempre que o acelerador fosse liberado. Os motoristas podiam desligar a roda livre por meio de um interruptor sob a coluna de direção para se beneficiar do freio motor, o que era útil, pois os freios dianteiros eram propensos a superaquecimento e desbotamento. No entanto, a maioria dos motoristas nunca desabilitava a roda livre porque ela tornava a troca de marchas significativamente mais fácil e suave, embora não mais rápida. Os modelos anteriores tinham a alavanca de câmbio na coluna de direção, embora as versões posteriores a tivessem no assoalho.
Hoje, os 353 são personalizados para atingir velocidades bem próximas de 200 km/h, enquanto o design original exigia velocidade crítica de 150–155 km/h e 12 segundos para acelerar a 100 km/h, o que era resolvido na segunda marcha devido ao motor de alta rotação. Estava disponível com transmissões de quatro e cinco velocidades, embora esta última fosse rara.

## Popularidade
O 353 foi um sucesso razoável em todo o bloco oriental, com tração dianteira. Seus pontos negativos eram devidos ao seu motor de dois tempos ultrapassado. No entanto, nos mercados da Europa Ocidental, o Wartburg era bastante competitivo, especialmente por causa de sua alta potência máxima de 58 cv a 5400 rpm e velocidade máxima de 170 km/h, o que é incomum para carros de passeio no Ocidente, apesar do design do motor de dois tempos.
A última modernização do Wartburg ocorreu em 1988, quando o carro recebeu a nova designação "1.3" e um motor de quatro tempos projetado pela VW com cilindrada de 1,3 litros. Em 1991, a Opel comprou a fábrica.
Embora o preço baixo tenha sido um obstáculo para os proprietários cuidarem do carro. Os valores de revenda eram extremamente baixos, e na Finlândia, os números oficiais sobre remoções do registro de carros deram ao Wartburg a menor vida útil média de todos os fabricantes listados; isso devido à reunificação alemã; o carro cessou a produção em 1991, aos nove anos e três meses.
O Wartburg 353 era comumente apelidado de "Trustworthy Hans" ("Hans Confiável") ou "Farty Hans" ("Hans Peidorreiro") pelos proprietários devido à sua durabilidade e emissões de escapamento abundantes, especialmente quando frio e/ou com excesso de óleo. Características notáveis do modelo são design simples, confiabilidade, manutenção ocasional e barata, estrutura de carro forte baseada em chassi, tração dianteira, regulador de ABS nas rodas traseiras, porta-malas de 525 litros e medidores eletrônicos inovadores instalados após 1983. Desvantagens em termos de conforto dos passageiros também são bem conhecidas: a falta de amortecedores de som levou a um feedback significativo do motor no cupê, que por sua vez era muito estrondoso e reverberante, levando a outro apelido, "The barrel" ("O barril"). Isso deixou muito poucos Wartburgs equipados com estéreo porque não era possível aproveitar isso em volumes que a maioria das pessoas faz, devido ao ruído do motor. A suspensão proporcionou manuseio e conforto sensivelmente diferentes quando o carro estava vazio e transportando passageiros e bagagem. Os relatos dos proprietários são de que o controle e a suavidade melhoravam quanto mais o carro era carregado.
Também estava disponível como uma versão picape chamada Wartburg 353 Trans, mas não teve sucesso, principalmente devido à carga útil limitada (apenas 450 kg) e ao baixo volume de transporte. Era usada principalmente para pequenas entregas. Este carro era vendido apenas para exportação, pois teria sido útil principalmente para os empreendimentos comerciais privados ilegais na Alemanha Oriental.
Os clubes de proprietários de Wartburg existem em toda a Europa e alguns Wartburgs ainda são usados como carros de corrida de rali.

## Produção
Mais de um milhão de Wartburg 353 foram produzidos no total. Números de produção (1966–1988):
- Wartburg 353 1966–1975, 356.330
- Wartburg 353 W 1975–1988, 868.860

## Desenvolvimento de modelo
O modelo de transição Wartburg 312, com a carroceria do Wartburg 311 e os fundamentos do posterior Wartburg 353, apareceu em 1º de setembro de 1965, com o número do chassi 65.533. A partir de 1º de junho de 1966, os veículos do VIN 1:30 001 receberam a nova carroceria, associada a uma mudança na designação do tipo de "1000" para "353". Uma nova transmissão foi recebida em 1º de julho de 1966, todos os veículos do número do chassi 001 02:14. O carro entrou no mercado britânico como Wartburg Knight no início de 1967 e, um ano depois, o modelo perua/carrinha "Tourist" o seguiu.
A introdução do hatchback Wartburg Tourist com a carroceria VEB Karosseriewerke Halle (Saale) foi realizada em 1968. A porta traseira e os para-lamas traseiros eram feitos de plástico reforçado com fibra de vidro. Primeiro, o Tourist foi fabricado com um pilar C suave, em 1970, um sistema de ventilação forçada com saídas de ar no pilar C foi introduzido.
A partir do número de chassi 04.10 474, em 6 de maio de 1969, o novo motor Tipo 353-1 com 50 cv foi introduzido. Em 1970 (exatamente em 18 de junho de 1969 - de acordo com a publicação do Sr. Horst Ihling "Wartburg - Help Yourself"), instrumentos redondos substituíram o tipo anterior de "balança de banheiro" e, em 1972, assentos tipo concha substituíram os tipos anteriores. Também em 1972, um câmbio de assoalho opcional foi introduzido, mas não funcionou muito bem e teve vendas limitadas. E desde 3 de março de 1975 (a partir do número de chassi 10.06 948), o veículo se tornou o Wartburg 353 W. O W significava Weiterentwicklung, alemão para "desenvolvimento". Exibido pela primeira vez em 1974, o 353 W recebeu freios a disco dianteiros (de fabricação tcheca) e muitas outras mudanças de segurança, como cintos de segurança, uma coluna de direção retrátil e freios hidráulicos de circuito duplo. A carroceria permaneceu inalterada.
A partir do chassi número 17:20 932, em veículos produzidos após 14 de junho de 1982, o carburador foi trocado para um Jikov 32 Sedr com mistura de admissão pré-aquecida (atualizar modelos mais antigos não foi sugerido), novos tambores de freio traseiros e faróis H4.
A partir de 2 de janeiro de 1984, a versão "S" substituiu o "de luxe", produzido a partir do chassi 19:00 401. O modelo era caracterizado por molduras de janelas de porta em PVC preto fosco, acabamento em couro sintético e textura de madeira, forro do porta-malas, faróis de neblina (dianteiros e traseiros), buzina bicolor, desembaçador de vidro traseiro e interior de veludo cotelê Malimo. Além disso, todos os modelos que até então tinham partes da carroceria cromadas receberam peças revestidas com pó plástico preto. Isso era um sinal de escassez de matérias-primas na economia da Alemanha Oriental e uma tentativa de acompanhar os gostos predominantes.
Assim como no DKW, os Wartburg tinham o radiador montado atrás do motor. Isso mudou em 30 de junho de 1985 (do número do chassi 20:24 100), pois o radiador foi movido para a posição usual na frente do motor. A frente também foi redesenhada e agora era uma unidade de uma peça na cor da carroceria, incorporando a abertura da grade. Os faróis anteriores em formato de retângulo abaulado foram substituídos por unidades retangulares, ligeiramente inclinadas para trás.

### Cilindradas
Em 1968, o Wartburg 355, equipado com um motor Renault de 1,4 litro, foi desenvolvido, mas apenas seis foram produzidos até o projeto ser cancelado em 1973. O 355 tinha uma carroceria cupê moderna de três portas.
Em meados dos anos setenta, um projeto conjunto com a Škoda e a Trabant levou ao desenvolvimento de um design com motor tcheco chamado 610M. O plugue foi retirado deste projeto, pois a crise do petróleo tornou impossível investir nas novas plantas que seriam necessárias.
Os engenheiros da Wartburg desenvolveram várias versões de quatro tempos, nenhuma aceita para produção em série. Em 1972, um quatro tempos de quatro cilindros em linha de 1,6 litros produzindo 82 cv foi desenvolvido, mas a liderança política cancelou o projeto em favor de uma reestilização. Uma folga na demanda no exterior foi compensada pela crescente demanda dentro da Alemanha Oriental, possibilitada por aumentos salariais. No início dos anos oitenta, como os dois tempos estavam se tornando cada vez mais difíceis de vender, a equipe técnica desenvolveu uma versão de quatro tempos da unidade de três cilindros de 993 cc. Apesar do bom desempenho nos testes, isso também permaneceu natimorto.
Foi somente em 1984, quando a licença para produzir o quatro cilindros em linha de 1272 cc da Volkswagen foi obtida, que Wartburg teve sua chance. As entregas do Wartburg 1.3 finalmente começaram em outubro de 1988, tarde demais para ajudar a AWE a sobreviver à reunificação.

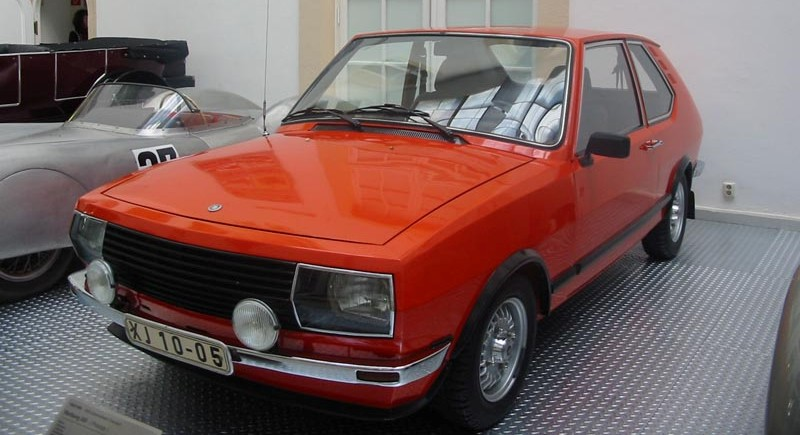
Wartburg 355 Coupé com motor Renault (1978)
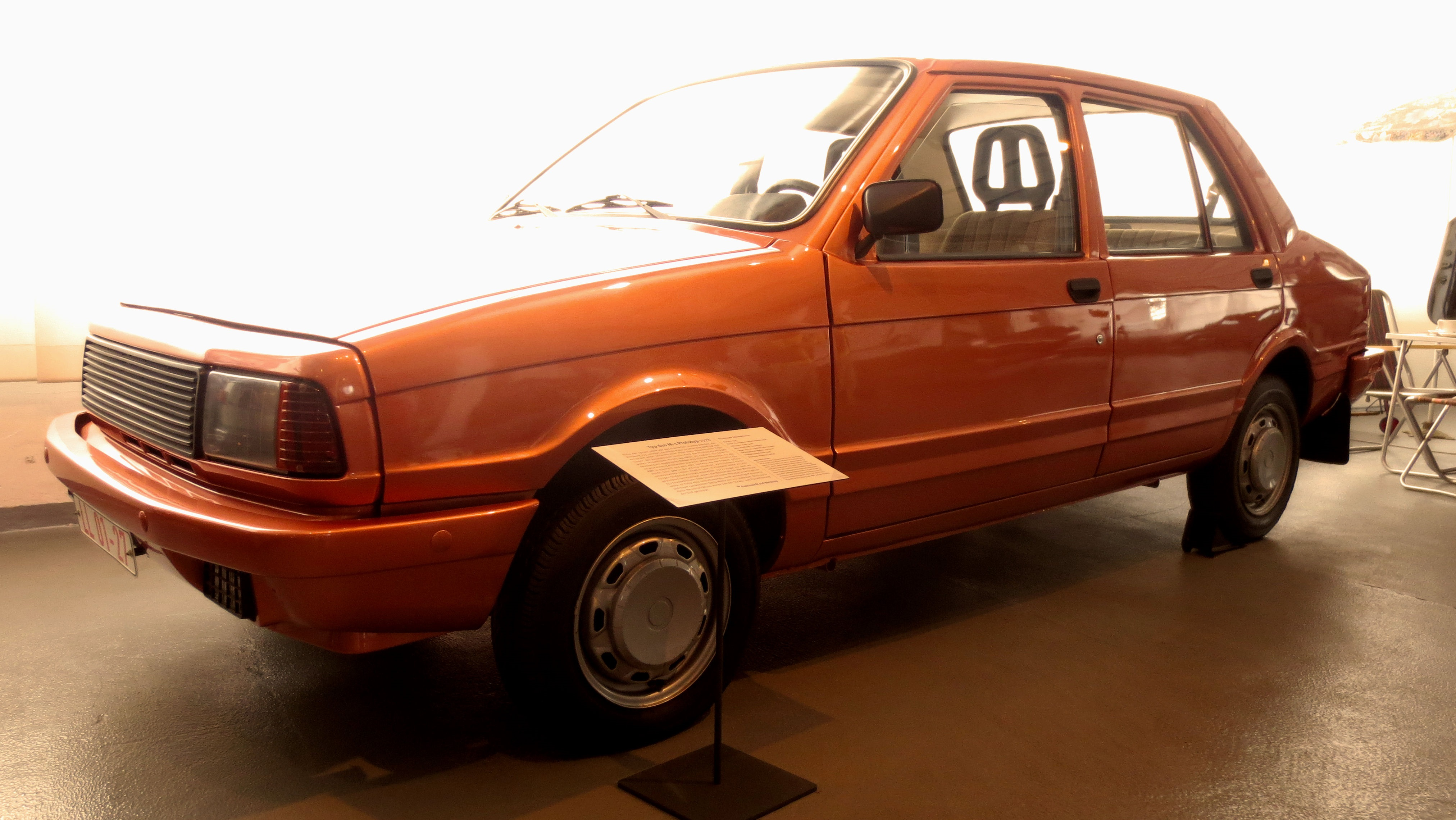
Wartburg 610M (1977)

## Competição
O 353 foi amplamente utilizado, principalmente como um carro de rali. Por exemplo, um 353 pilotado por Niebergall e Froman terminou em décimo lugar geral no Rali da Acrópole de 1976. Seu melhor resultado em rali no campeonato mundial foi um segundo lugar no Rali Polonês de 1973, três horas atrás do vencedor. Apenas mais um carro chegou à linha de chegada.
Em 1978, durante o Rali RAC de novembro, a rodada final do Campeonato Mundial de Rali, todas as quatro inscrições do Works Team Wartburg 353W de Heimburger/Weitz, Hartwich/Wilss, Heitzmann/Fromman e Seltmann/Hoffmann completaram o extenuante percurso de 715 km em 3 dias e noites. Classificados e numerados 80, 81, 105 e 104 dos 168 participantes originais, eles percorreram todas as clássicas trilhas estreitas, nevadas e geladas de cascalho do Reino Unido. O país da fronteira escocesa, a famosa Floresta de Kielder e depois o Distrito dos Lagos, North Yorkshire. Em seguida, seguiu-se um dia inteiro nas florestas do Norte e do Sul de Gales. Os carros terminaram em 37º, 44º, 53º e 54º de 61 finalistas. 107 inscrições de outras marcas tiveram falhas mecânicas, bateram ou abandonaram. Perdendo apenas em velocidade para a Skoda das inscrições do "Bloco Oriental", os Wartburgs provaram ser veículos formidavelmente duráveis e confiáveis.
O último resultado do Campeonato Mundial de Rali do 353 foi no Rali dos 1000 Lagos de 1993, onde Alpo Saastamoinen terminou em 53º no geral e quinto na classe (A/5).

## Linha de modelos
- Sedã, 4 portas
- Kombi, 5 portas ("Tourist") (carrinha/perua)
- Picape, 2 portas ("Trans") (picape leve)
- Protótipos / Veículos especiais
  - Wartburg 355 (protótipo com motor Renault)
  - Wartburg com turbinas a gás
  - Wartburg Rallye Trans (2 produzidos)
  - Wartburg 353 Rally Duo, um protótipo bimotor
  - Wartburg 353 WR, carro de rali do Grupo B
  - Wartburg 353 W460, carro de ralu
  - CMEA 610 M, desenvolvido em conjunto com a Škoda
  - Wartburg 360 (semelhante ao Audi 80 na aparência)
  - Wartburg 400 (Kubel, Wartburg para o Exército Popular Nacional)
  - Wartburg 760 (apelidado de "porco barrigudo", esta foi uma colaboração projetada com a Škoda destinada a substituir o 353, bem como o Trabant e o Škoda 100)

## Edições especiais

### Ambulância

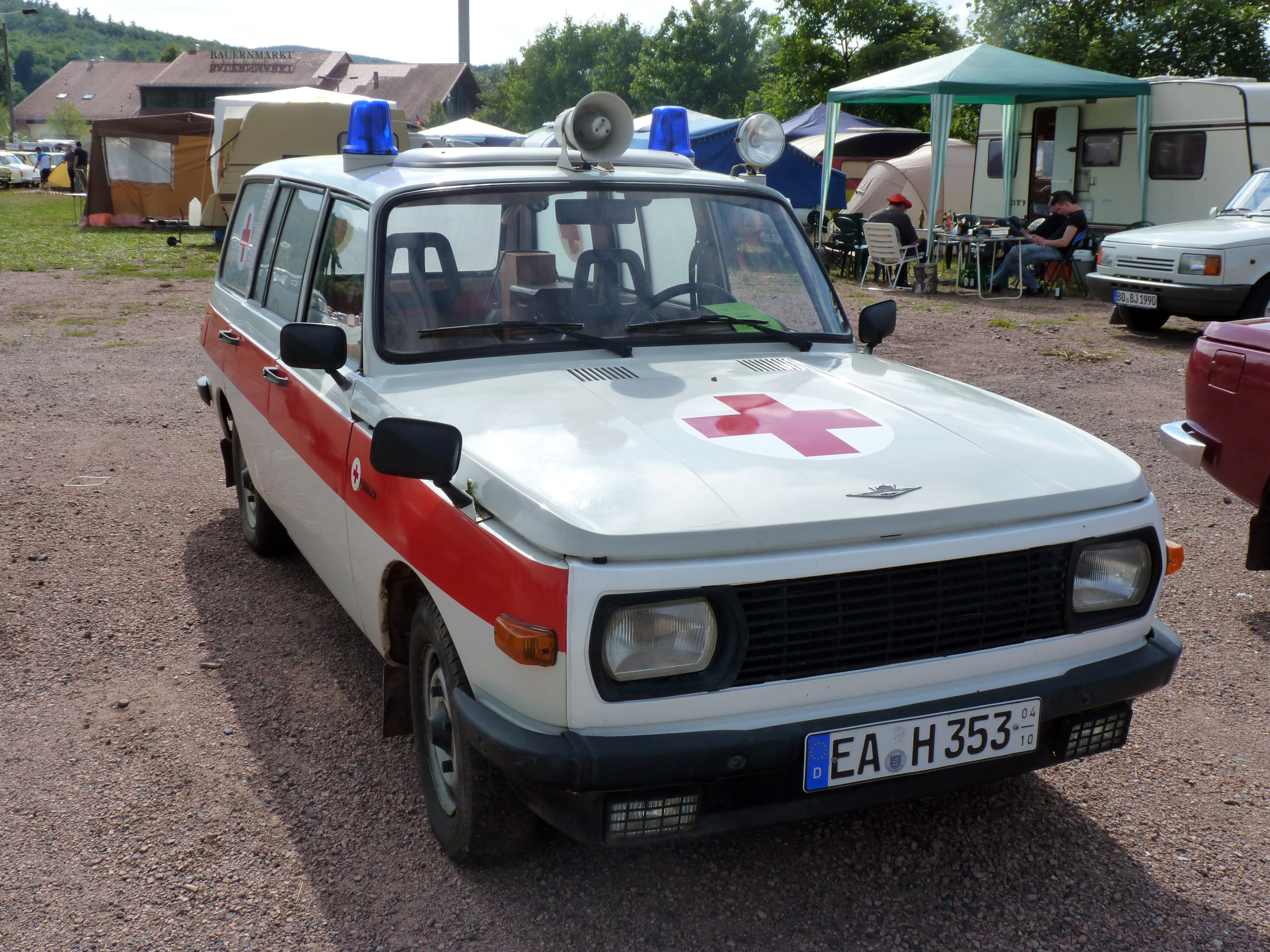
Ambulância baseada no Wartburg 353W Tourist

Veículo de emergência da Cruz Vermelha da RDA no campo de assistência médica rápida (SMH), assistência médica urgente (DMH) e serviço de atendimento domiciliar urgente (DHD) com um total de 100 veículos, dos quais quatro estavam a serviço do Exército Popular Nacional (NVA)

### Polícia

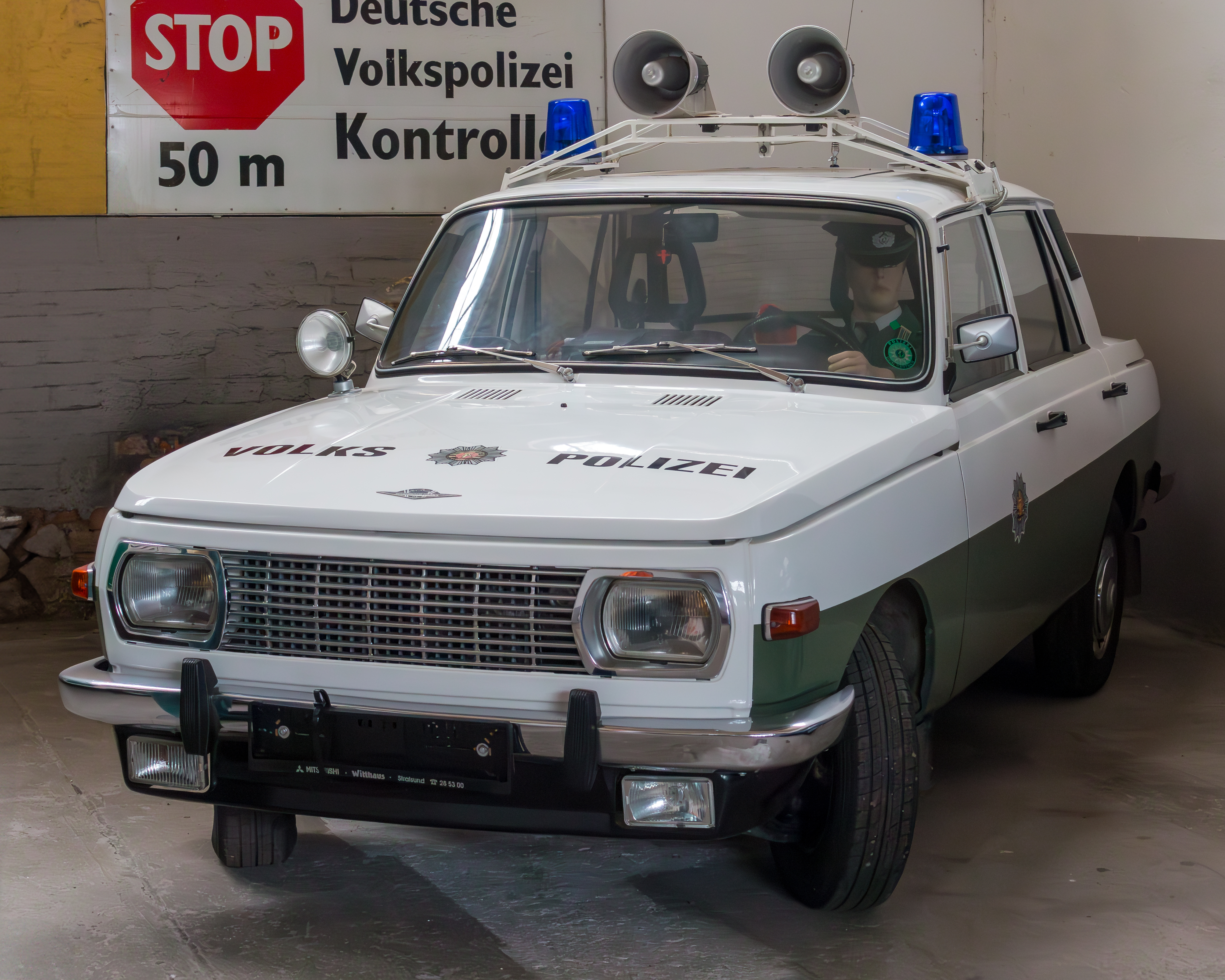
Volkspolizie
Wartburg 353

### Melkus
Melkus RS1000, um carro esportivo da Melkus desenvolvido a partir do Wartburg 353.

## Galeria

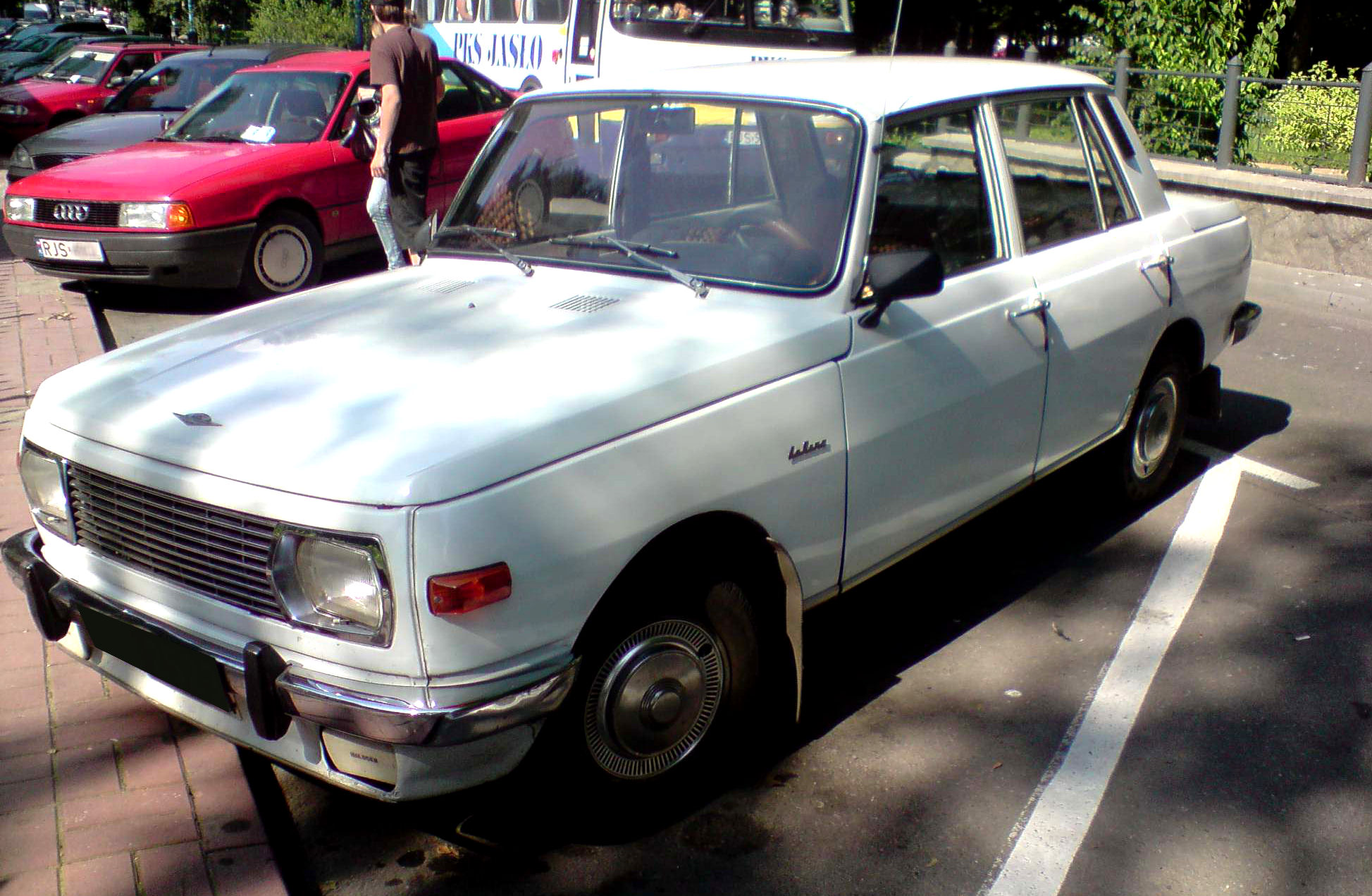
Wartburg 353 antigo com grade e para-choque cromados
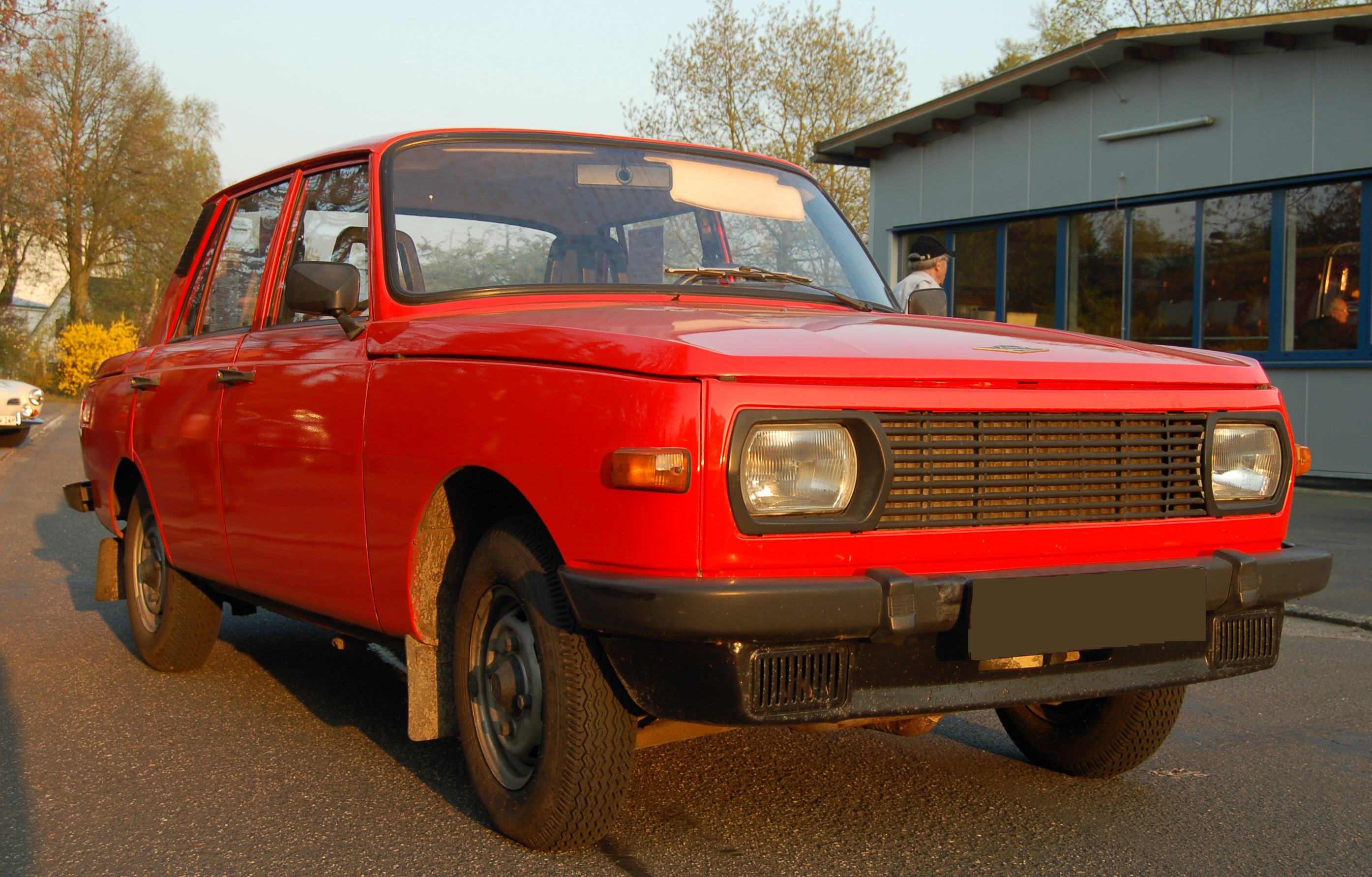
Modelo posterior com grade do radiador e para-choque pretos
Wartburg 353 W sedã, modelo reestilizado pós-1985
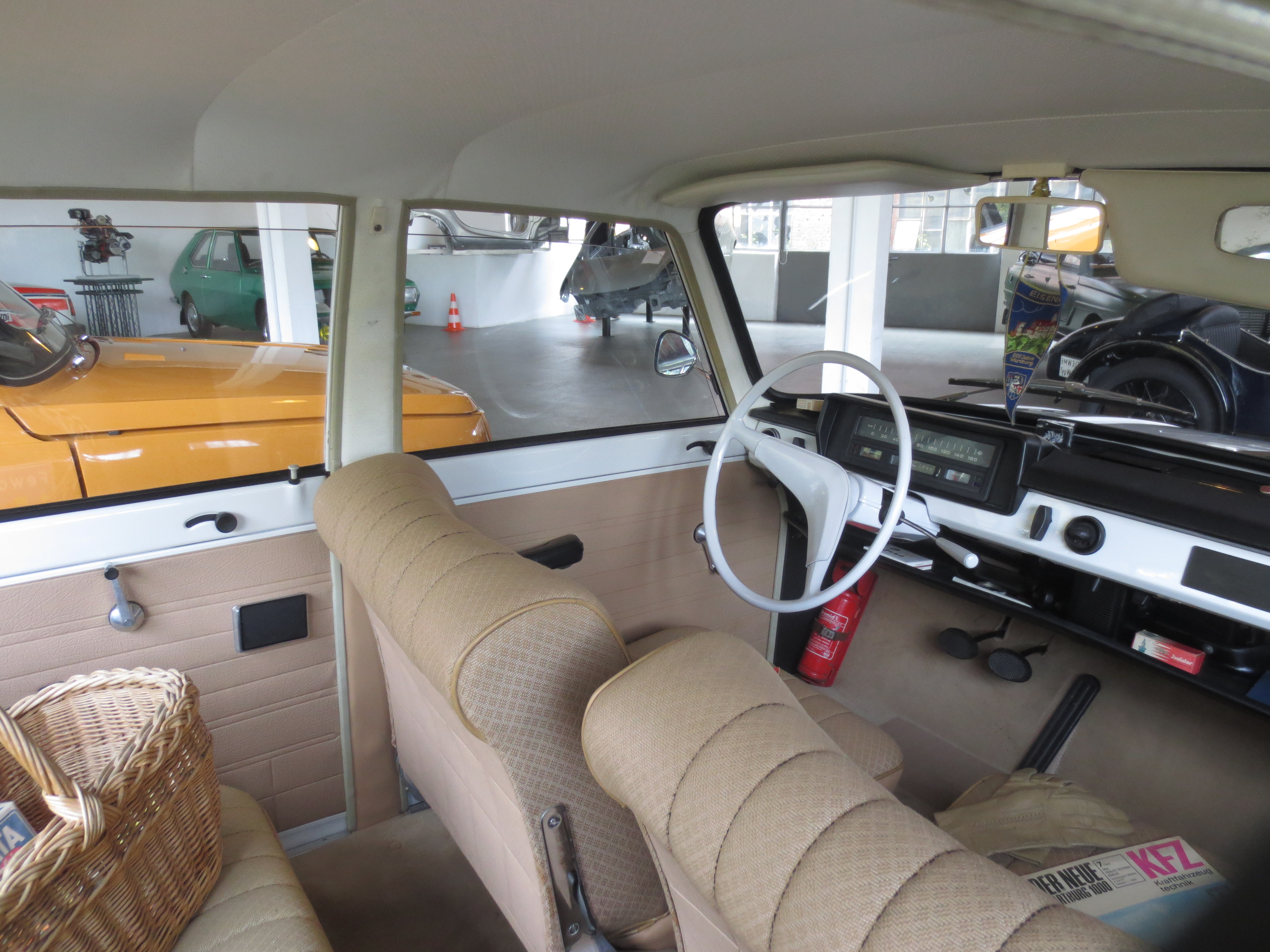
Interior do Wartburg 353
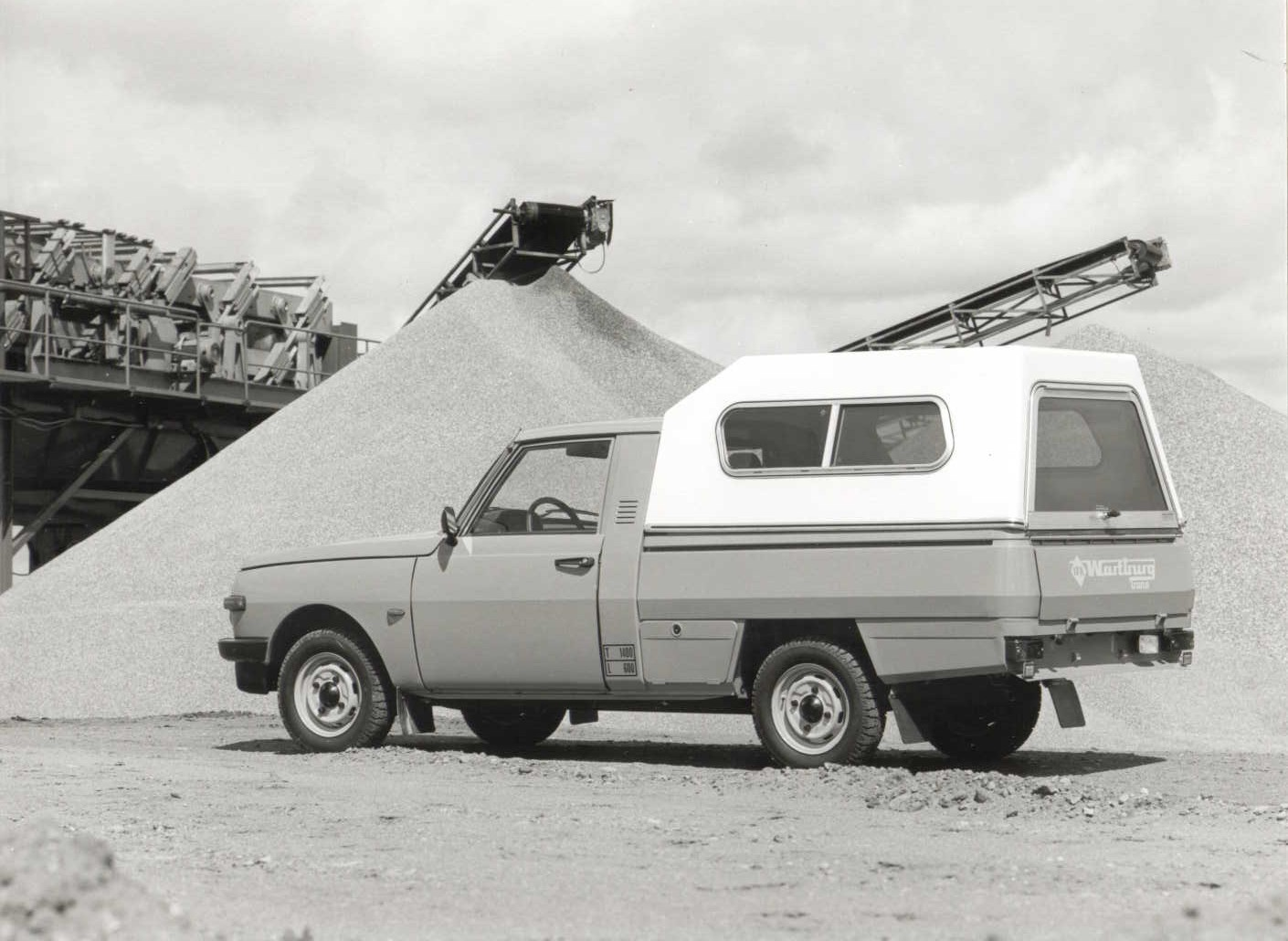
Modelo de picape 353-400 Trans, somente para exportação
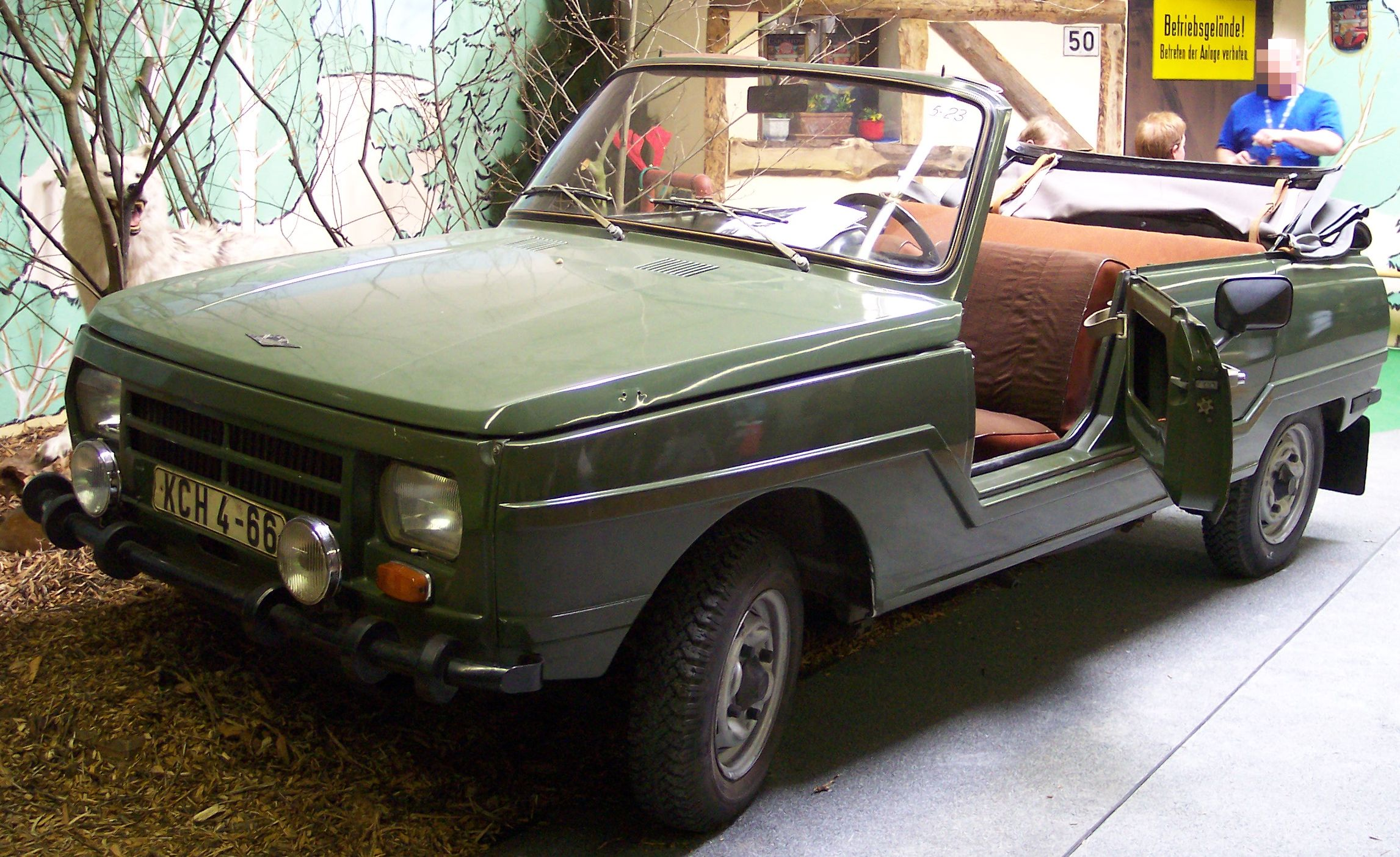
Protótipo Wartburg 400 para uso militar
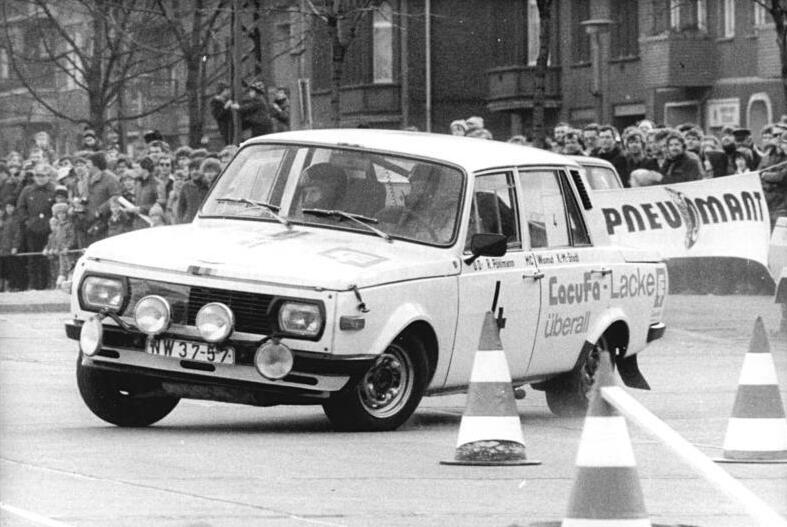
Versão de rali

## Na cultura popular
A banda sérvia de punk rock Atheist Rap dedicou uma música ao Wartburg 353 em seu álbum de estreia 'Maori i Crni Gonzales' de 1993, intitulada 'Wartburg Limuzina' ("Limusine Wartburg"), que reflete sobre as características do carro de uma forma bem-humorada, mas positiva. A música gerou uma sequência em seu segundo álbum 'Ja Eventualno Bih Ako Njega Eliminišete' de 1996, intitulada 'Car Core', sobre tunar um Wartburg, também de forma bem-humorada. Ambas as músicas foram transformadas em videoclipes e permanecem entre seus maiores sucessos até hoje.